# Conventie van Peking

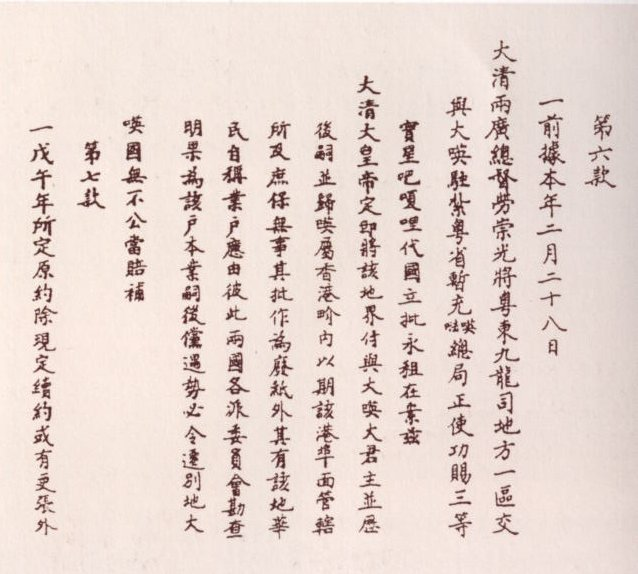
De Chinese tekst van de conventie van Peking

De Conventie van Peking (Chinees: 北京條約, Hanyu pinyin: Běijīng Tiáoyūe) of Eerste Conventie van Peking was een verdrag tussen China enerzijds en het Britse Rijk, Frankrijk en het Russische Rijk anderzijds dat werd getekend op 18 oktober 1860.

## Achtergrond
Het verdrag eindigde het tweede deel van de Tweede Opiumoorlog. Het eerste deel was afgesloten met het Verdrag van Tianjin van  1858. De belangrijkste punten uit dat verdrag waren:
- Groot-Brittannië, Frankrijk, de Verenigde Staten en Rusland kregen permanent aanwezige legaties in Peking.
- Er werden elf nieuwe verdragshavens opengesteld voor buitenlandse handel.
- De  Jangtsekiang werd opengesteld voor buitenlandse schepen tot aan Hankou.
- China moet aanzienlijke schadevergoedingen betalen aan Groot-Brittannië, Frankrijk en Britse handelaren.
- Buitenlanders kregen het recht om, mits voorzien van reisvergunningen, in het binnenland te reizen. Dit punt was van wezenlijk belang voor de uitbreiding van de missie en zending in China.
- De religieuze vrijheid van christenen in China werd bevestigd.
- De opiumhandel werd gelegaliseerd.

De bereidheid tot implementatie van deze maatregelen was van de zijde van het keizerlijk hof in Peking afwezig. Het gevolg was, dat de Britten en Fransen twee jaar later Peking bezetten. De keizer en het grootste deel van het hof vluchtten naar  Rehe ten noorden van de Grote Muur.  Prins Gong, een halfbroer van de keizer, leidde de nieuwe onderhandelingen met de Britten en Fransen die zouden leiden tot de Conventie van Peking.

## Aanvullende punten
In de Conventie werd de bij het verdrag van Tianjin reeds vastgelegde tekst aangevuld met de volgende punten:
- Het zuidelijk deel  van Kowloon werd, tezamen met Stonecutters Island, afgestaan aan  Groot-Brittannië.
- Tianjin werd toegevoegd aan de lijst van verdragshavens.
- De bij het verdrag van Tianjin afgesproken door China te betalen schadevergoedingen aan Frankrijk en Groot-Brittannië werden verdubbeld.
- De eigendommen van rooms-katholieke organisaties die eerder in de negentiende eeuw waren geconfisqueerd dienden aan de eigenaren te worden terug gegeven via de Franse legatie in China. Dit bevestigde de door Frankrijk  al sinds het verdrag van Whampoa van 1844 geambieerde status als de eerste beschermer van de christelijke en met name rooms-katholieke belangen in China.
- Er werden procedures afgesproken hoe personen betrokken bij zowel de missie in China als de zending in China de benodigde reisvergunningen konden verkrijgen om in het gehele binnenland van China actief te kunnen zijn.